# Sotero Aranguren
Sotero Aranguren Labairu (Buenos Aires; 7 de mayo de 1894-San Sebastián; 26 de febrero de 1922) fue un futbolista argentino criado en el País Vasco. Jugador histórico del Real Madrid Club de Fútbol tanto de centrocampista como de extremo izquierdo, poseía gran manejo del balón y excelente visión de juego, y fue junto a su hermano Eulogio, el primer argentino en llegar a las filas del club madrileño. Su prematura muerte a los 27 años conmocionó al fútbol. Desde 1925 una estatua suya y del también prematuramente desaparecido Alberto Machimbarrena preside el vestuario del primer equipo.

## Biografía
Nacido en Buenos Aires, su familia se trasladó a San Sebastián por motivos laborales cuando contaba con cinco años. Siempre con su inseparable hermano, formó parte del Easo, donde también destacaban Alberto Machimbarrena y José María Castell, quien fue el arquitecto del antiguo estadio de Chamartín y, años más tarde, el socio número 1 del club. Sus cualidades futbolísticas eran muy diferentes a las de su hermano, más defensivo. Sotero era un extremo zurdo muy habilidoso, rápido y tremendamente vertical.
Un nuevo traslado familiar le llevó a Madrid, donde se inscribió en 1911 en el club madridista, necesitado de un relevo generacional. Con él llegaron Comamala, Saura y Santiago Bernabéu entre otros, con los que el equipo dio un notable salto de calidad. Juntos conformaron un equilibrado y sólido plantel que alcanzó su máximo esplendor en 1917, con la consecución del Campeonato de España tras derrotar al Arenas Club de Guecho por 2-1. Sotero era uno de los jugadores más determinantes del equipo y llegó a convertirse en uno de los primeros grandes ídolos de la afición.
A pesar de su talento futbolístico, dio prioridad a sus estudios de la carrera de Ingeniería de Caminos. Una vez terminada, se trasladó en 1918 a Miranda de Ebro, donde el foot-ball (aún lejos del profesionalismo) pasó a un discreto segundo plano. Apenas cuatro años más tarde, en 1922, falleció en San Sebastián de una neumonía; muerte que conmocionó al fútbol español. Su pérdida, unida a la de otro ídolo del madridismo, el ya citado Machimbarrena, impulsó al club a abrir una suscripción popular para realizar una escultura que les recordara. Presentada en 1925 y situada inicialmente en los jardines del estadio, esa estatua se convirtió en un tótem sagrado para los futbolistas de las generaciones siguientes. Como tal fue dispuesta en la entrada a los vestuarios.
Sus restos descansan en la cripta del Buen Pastor de San Sebastián.

## Estadísticas

### Clubes
Datos actualizados a fin de carrera deportiva.
| Madrid F. C. | 1911-12            | 1.ª C.             | Inexistente | Inexistente | -  | - | -  | - | 0  | 0 | 0    |
| Madrid F. C. | 1912-13            | 1.ª C.             | Inexistente | Inexistente | 1  | - | 2  | - | 3  | 0 | 0    |
| Madrid F. C. | 1913-14            | 1.ª C.             | Inexistente | Inexistente | -  | - | 4  | - | 4  | 0 | 0    |
| Madrid F. C. | 1914-15            | 1.ª C.             | Inexistente | Inexistente | -  | - | 5  | - | 5  | 0 | 0    |
| Madrid F. C. | 1915-16            | 1.ª C.             | Inexistente | Inexistente | 5  | 2 | 6  | - | 11 | 2 | 0.18 |
| Madrid F. C. | 1916-17            | 1.ª C.             | Inexistente | Inexistente | 9  | 2 | 4  | - | 13 | 2 | 0.15 |
| Madrid F. C. | 1917-18            | 1.ª C.             | Inexistente | Inexistente | -  | - | 2  | - | 2  | 0 | 0    |
| Total Madrid F. C. | Total Madrid F. C. | Total Madrid F. C. | 0           | 0           | 15 | 4 | 23 | 0 | 38 | 4 | 0.11 |
| Total carrera | Total carrera      | Total carrera      | 0           | 0           | 15 | 4 | 23 | 0 | 38 | 4 | 0.11 |
| (1) No existía el Campeonato de Liga (1911-18). Clubes de 1.ª categoría por la Federación Regional Centro y la Federación Guipuzcoana y/o Norte. (2) Incluye datos de la Copa de España (1911-18). (3) Incluye datos del Campeonato Regional Centro (1911-18). (4) No incluye goles en partidos amistosos. |                    |                    |             |             |    |   |    |   |    |   |      |

## Palmarés

### Campeonatos nacionales
| Título       | Club                  | País   | Año  |
| ------------ | --------------------- | ------ | ---- |
| Copa del Rey | Madrid Foot-ball Club | España | 1917 |

### Campeonatos regionales
| Título                     | Club                  | País   | Año  |
| -------------------------- | --------------------- | ------ | ---- |
| Campeonato Regional Centro | Madrid Foot-ball Club | España | 1913 |
| Campeonato Regional Centro | Madrid Foot-ball Club | España | 1916 |
| Campeonato Regional Centro | Madrid Foot-ball Club | España | 1917 |
| Campeonato Regional Centro | Madrid Foot-ball Club | España | 1918 |